# Pablo Israel Esparza Natividad
Pablo Israel Esparza Natividad (Delicias, 29 de junio de 1955) es un político mexicano, miembro del Partido Revolucionario Institucional (PRI). Ha sido diputado local y federal.

## Biografía
Es ingeniero Agrónomo egresado 4 del Centro de Estudios Tecnológicos Agropecuarios en la ciudad de Delicias, Chihuahua.
Fue jefe de la oficina de Ingeniería de Riego y Drenaje del distrito de riego 17 en Tlahualilo, Durango y del distrito de riego 83 del río Papigochi en Chihuahua; delegado regional en Coahuila y Durango de la Productura Nacional de Semillas (PRONASE); director de Fomento Agropecuario de la secretaría de Desarrollo Rural del gobierno de Chihuahua y subgerente de DICONSA Norte-Centro, Unidad Operativa del estado de Chihuahua.
Fue elegido diputado federal por el Distrito 5 de Chihuahua a la LV Legislatura de 1991 a 1994; en ella, fue integrante de las comisiones de Agricultura y Ganadería; de Reforma Agraria; y de Recursos Hidráulicos. Al término, en 1995, fue elegido a su vez diputado a la LVIII Legislatura del Congreso del Estado de Chihuahua por el distrito 13 local; fungió como presidente del Congreso y presidente de la comisión de Desarrollo Rural.
De 2012 a 2018 fungió como delegado del Programa Prospera en el estado de Chihuahua.